# Paz de Ariporo
Paz de Ariporo là một khu tự quản thuộc tỉnh Casanare, Colombia. Thủ phủ của khu tự quản Paz de Ariporo đóng tại Paz de Ariporo Khu tự quản Paz de Ariporo có diện tích 12115 ki lô mét vuông. Đến thời điểm ngày 28 tháng 5 năm 2005, khu tự quản Paz de Ariporo có dân số 18349 người.